# Paramesia alhamana
Paramesia alhamana är en fjärilsart som beskrevs av Schmidt 1933. Paramesia alhamana ingår i släktet Paramesia och familjen vecklare. Inga underarter finns listade i Catalogue of Life.